# Halseyia
Halseyia is een geslacht van vlinders van de familie slakrupsvlinders (Limacodidae).

## Soorten
- H. albovenosa (Hering, 1928)
- H. angustilinea (Hering, 1937)
- H. basiclara (Hering, 1937)
- H. bisecta (Butler, 1898)
- H. biumbrata (Hampson, 1910)
- H. extenuata (Hering, 1937)
- H. fimbriata (Karsch, 1896)
- H. incisa (Hering, 1937)
- H. intacta (Hering, 1937)
- H. lacides (Druce, 1899)
- H. latifascia (Hering, 1937)
- H. maculata (Hering, 1928)
- H. mategensis (Hering, 1941)
- H. orbata (Hering, 1928)
- H. pseudobisecta (Hering, 1937)
- H. rectifascia (Hering, 1937)
- H. rectilinea (Hering, 1937)
- H. rufibasalis (Hering, 1928)
- H. rufilinea (Bethune-Baker, 1909)
- H. separata (Karsch, 1896)
- H. seydeli (Hering, 1932)
- H. similis (Hering, 1937)
- H. tamsi (Hering, 1937)
- H. tenuifascia (Hering, 1937)
- H. ugandensis (Hering, 1937)
- H. zernyi (Hering, 1941)